# Bauernschläue
Bauernschläue ist ursprünglich eine redensartliche Umschreibung der Tatsache, dass schulisch wenig ausgebildete Personen „auf dem Land“ durchaus wirksam List, Verschwiegenheit und weitsichtige Planung verbinden können; wenn der Bauer etwa bei einem Grundstücksgeschäft den Lehrer oder bei einem Flurbereinigungsverfahren den Verwaltungsbeamten hereinlegt.
Hier tritt das Klischee zutage, in der Regel seien eher Städter pragmatischer Berechnung fähig. Vom Standpunkt einiger Soziologen kommen hier aber ähnliche soziale Fertigkeiten lediglich in unterschiedlichen Mustern (Patterns) zum Tragen, die Ferdinand Tönnies als „gemeinschaftliche“ (rurale) gegenüber „gesellschaftlichen“ (urbanen) Mentalitäten beschreibt (vgl. Gemeinschaft und Gesellschaft).
Meistens ist der Begriff Bauernschläue negativ besetzt – besonders wenn er die Fähigkeit meint, durch planvolles Handeln seine Ziele durchzusetzen. Selten wird er (ähnlich etwa der Lebensklugheit) auch verwendet, um hervorzuheben, dass Bildung und Intelligenz nicht zwingend zusammenfallen müssen. Dabei ist entscheidend, dass mit „Intelligenz“ die instrumentelle Vernunft gemeint ist, die ausschließlich an der Erkenntnis interessiert ist, aus der sich möglichst unmittelbar ein gewisser Nutzen ziehen lässt. Die Verwendungen des Begriffs unterscheiden sich also nur hinsichtlich der Konnotation.